# Мария Йосифова
 Тази статия е за художничката керамичка.  За художничката, работила в областта на художествения текстил, вижте Мара Йосифова.  
Мария Йосифова е българска художничка, която работи в областта на приложно-декоративните изкуства, предимно художествена пластична и цветна керамика.

## Биография
Родена е в семейството на художниците Тодорка и Йосиф Йосифови. Родителите ѝ, както и нейната леля - художничката Мара Йосифова откриват рано и подкрепят нейния талант, а тя решава да продължи семейната традиция и да избере за своя професия изобразителното изкуство.
Завършва Националната художествена академия в гр. София, специалност керамика в класа на проф. Венко Колев (1977).
Член е на Съюза на българските художници.

## Творчество
Мария Йосифова започва да рисува от съвсем малка в семейна обстановка и излага детските си творби в две самостоятелни изложби (1966, 1967) в галерията на Съюза на българските художници (ул. „Раковски“ 117 в гр. София) – илюстрации на приказки.
Композициите са оригинални, цветовете са свежи, колоритът показва много въображение и артистична чувствителност.
Посетителят, влязъл в галерията, неочаквано се озовава в един приказен свят
Това са част от отзивите, които тя получава, а те остават валидни и за цялото ѝ творчество на вече утвърдена художничка с оригинален и индивидуален стил.
Мария Йосифова създава керамични пластични композиции, те са „конкретизирани до степен на пластичен пейзаж“,
„сантиментално – романтични или абстрактни в конструктивно – геометричен вариант“, „създават асоциативно – образни и метафорни внушения и обобщения“.
Има многобройни (над 40) участия в художествени изложби – на приложните изкуства, традиционни ежегодни керамични, а също и международни изложби, организирани от Съюза на българските художници - във Франция, Австрия, Кувейт и др.

## Произведения
Нейни творби притежават:
Националната галерия за декоративно-приложни изкуства в София
- „Композиция“ – керамично стенно пано 120/60 см, 1979 г.
- „Невеста“ – керамично стенно пано 100/70 см, 1980 г.
- „Пространства“ – керамично стенно пано 75/75 см, 1980 г.
- „Ноктюрно“ – керамично стенно пано 70/50 см, 1980 г.
- „Абстрактно пано в кафяво“ – керамично стенно пано 65/50 см, 1981 г.
- „Спомени“ – керамично стенно пано 75/75 см, 1982 г.
- „На вратата“ – керамично стенно пано 70/70 см, 1983 г.
- „Полет“ – керамично стенно пано 80/60 см, 1983 г.
- „В гората“ – керамично стенно пано 45/60 см, 1984 г.
- „Зима“ – керамично стенно пано 70/50 см, 1985 г.
- „Предпролет“ – керамично стенно пано 65/50 см, 1986 г.
- „Анданте модерато“ – керамично стенно пано 37/47 см, 1988 г.
- „Вечер„“ – керамично стенно пано 45/55 см, 1989 г.
- „В морето“ – керамично стенно пано 60/45 см, 1989 г.
- „Абстрактно пано“ – керамично стенно пано, 38/50 см 1990 г.

Художествена галерия „Жорж Папазов“ в Ямбол
- „Иконописецът“ – керамично стенно пано 70/50 см, 1982 г.

Министерство на културата
- „Слънце“ – керамично стенно пано 100/65 см, 1988 г.

Българската национална телевизия
- „Крайбрежие“ – керамично стенно пано 75/75 см, 1979 г.

частни колекции в Бразилия, Холандия, Германия, Швейцария, Великобритания и др.